# Anel Raskaj
Anel Raskaj, född den 19 augusti 1989 i Prizren i SFR Jugoslavien, är en svensk-kosovansk före detta fotbollsspelare (mittfältare).

## Karriär
Raskaj började spela fotboll i KF Liria i Kosovo. Som 14-åring kom han till Sverige och Halmstad. Raskaj spelade några månader i IF Leikin innan han gick till Halmstads BK. Raskaj debuterade i Allsvenskan den 2 september 2007 mot Kalmar FF och gjorde samma säsong ytterligare två inhopp. Året därpå var han i stort sett ordinarie under hela säsongen. Mellan 2012 och 2016 spelade han för norska Sandnes Ulf.
I december 2016 värvades Raskaj av AFC Eskilstuna, där han skrev på ett tvåårskontrakt. I augusti 2017 värvades Raskaj av kosovanska KF Prishtina, där han skrev på ett tvåårskontrakt. Redan i december 2017 blev det dock klart att Raskaj återvände till AFC Eskilstuna.
I februari 2020 värvades Raskaj av finska SJK, där han skrev på ett ettårskontrakt. I januari 2021 värvades Raskaj av Örgryte IS, där han skrev på ett tvåårskontrakt. Efter säsongen 2022 avslutade Raskaj sin spelarkarriär och fick en roll som assisterande tränare i Halmstads BK:s U17-lag.